# Clypeotrabutia meridensis
Clypeotrabutia meridensis är en svampart som beskrevs av Chardón 1934. Clypeotrabutia meridensis ingår i släktet Clypeotrabutia och familjen Phyllachoraceae.   Inga underarter finns listade i Catalogue of Life.